# Giżyce (Gmina Iłów)
Pour les articles homonymes, voir Giżyce.
Giżyce [ɡiˈʐɨt͡sɛ] est un village polonais de la gmina d'Iłów dans le powiat de Sochaczew et dans la voïvodie de Mazovie.
Il se situe à environ 7 kilomètres au sud-est d'Iłów, à 13 kilomètres au nord-ouest de Sochaczew et à 64 kilomètres à l'ouest de Varsovie.